# Selkäsaari (ö i Birkaland, Sydvästra Birkaland, lat 61,41, long 23,05)
Selkäsaari är en ö i Finland. Den ligger i sjön Rautavesi och Liekovesi och i kommunen Sastamala i den ekonomiska regionen  Sydvästra Birkaland och landskapet Birkaland, i den sydvästra delen av landet, 170 km nordväst om huvudstaden Helsingfors. Öns area är 2,5 hektar och dess största längd är 210 meter i nord-sydlig riktning.